# Закриев, Магомед Хамидович

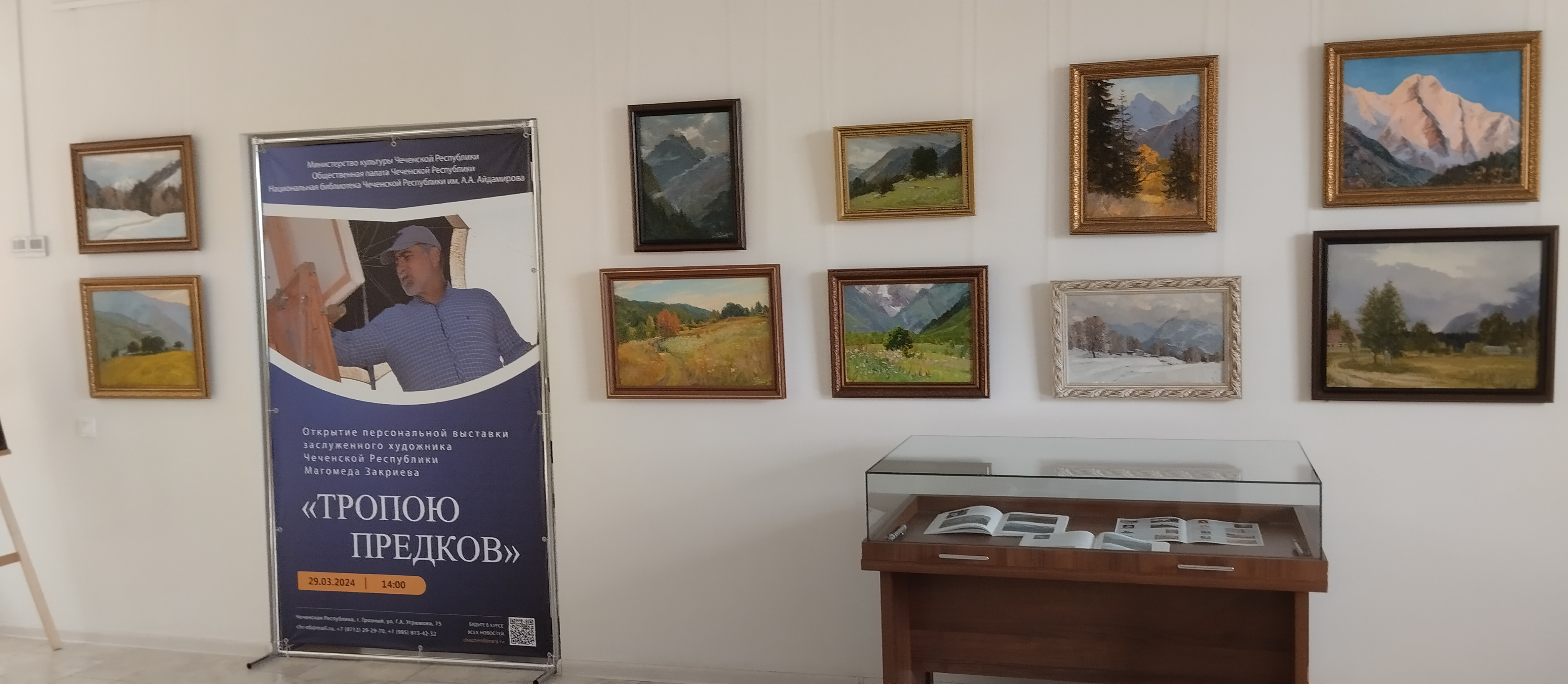
Выставка Магомеда Закриева в Национальной библиотеке Чечни.

Закри́ев, Магоме́д Хами́дович (род. 11 марта 1966, Грозный) — российский художник, живописец, член Союза художников России (2001), заместитель председателя Союза художников Чеченской Республики, Заслуженный художник Чеченской Республики, Народный художник Республики Ингушетия, Государственный стипендиат России 2010 года, участник республиканских, региональных, зональных, всероссийских и зарубежных выставок, член-корреспондент Международной академии культуры и искусств.

## Биография
Чеченец. Родился в поселке Новые Алды (ныне в черте города Грозный). В 1991 году окончил Владикавказское художественное училище. В 2001 году окончил художественно-графическое отделение Чеченского государственного педагогического института.
Его произведения есть в республиканских и российских музеях, а также в частных собраниях во Франции, Германии, Венгрии и России.

## Награды
- Диплом Третьей всероссийской выставки пейзажа «Образ Родины» за произведение «Из глубины веков» (2006);
- Медаль Министерства культуры Чеченской Республики «За заслуги в развитии культуры Чеченской Республики» (2012);
- Серебряная медаль Союза художников России «Духовность, традиции, мастерство» (2012)[2].

## Выставки
- Выставка «Чеченские художники в Академии художеств России», Москва, 2002;
- Зональная выставка «Юг России-2003», Краснодар, 2003;
- Всероссийская художественная выставка, Москва, 2004;
- Региональная выставка «Фольклор в произведениях художников Северного Кавказа», Нальчик, 2005;
- Художественная выставка «Пространство живописи», Москва, 2006;
- 3-я Всероссийская выставка пейзажа «Образ Родины», Вологда, 2006;
- Региональная выставка, Грозный, 2007;
- Региональная выставка, Волгоград, 2008;
- Зональная выставка «Сочи-2008», Сочи, 2008;
- Всероссийская художественная выставка, Москва, 2009;
- Выставка произведений художников Чеченской Республики в Государственной Думе России, Москва, 2009;
- Международная выставка «Мир Кавказа», Москва, 2010;
- Выставка чеченских художников, Саратов, 2011;
- Персональная выставка «Свидетели времени», Грозный, 2012;
- Персональная выставка, Карабулак, 2012;
- Зональная выставка «Юг России», Ростов-на-Дону, 2012;
- Выставка чеченских и ингушских художников, Саратов, 2012;
- Всероссийская выставка «Россия — Родина моя», Саранск, 2012;
- Всероссийская выставка «Единение — 2012», Нижний Новгород, 2012;
- Персональная выставка в Нальчике (2013);
- XI Межрегиональная художественная выставка «Юг России» (Грозный, 2013);
- Всероссийская художественная выставка «Россия XII» (Москва, 2014)[3];
- Фестиваль пленерной живописи «Гречишкинская весна» (Ставрополь, 2015);
- Персональная выставка к 50-летию автора «Миг и вечность» (Грозный, 2016);
- Персональная выставка «Миг и вечность» (Ессентуки, 2016);
- Персональная выставка (Кисловодск, 2016);
- Выставка в галерее «Виноградов» (Берлин, 2016);
- Выставка художников Юга России в ЦДХ (Москва, 2016);

Выставка (Черкесск, 2017)
- Межрегиональная выставка «Радуга Юга» (Железноводск, 2017)
- Выставка «Кавказ, пленэр, друзья» (Грозный, 2017)
- Межрегиональная выставка «Юг России» (Ростов на Дону, 2018)
- Всероссийская художественная выставка «Россия ХІІІ» (Москва, 2019)
- Межрегиональная выставка «Радуга Юга» (Пятигорск, 2020)
- Персональная выставка (Грозный, 2021)
- Международная художественная выставка «Палитра Кавказа» (2021)
- Межрегиональная художественная выставка «Кавказ — Байкал» (2022)
- Межрегиональная выставка «Радуга Юга» (Пятигорск, 2022)
- Международный арт-симпозиум, посвящённый 100-летию Турецкой республики (Стамбул, 2023)
- Международная выставка «Арт Стамбул» (Стамбул, 2023)
- Межрегиональная художественная выставка «Юг России XIII» (Ростов-на-Дону, 2023)